# Britópolis
Britópolis o Playa Britópolis es una localidad balnearia uruguaya del departamento de Colonia.

## Ubicación
El balneario se encuentra localizado en la zona sureste del departamento de Colonia, sobre las costas del Río de la Plata, y al oeste de la ruta 51. Limita al oeste con el balneario Blanca Arena y al este con el balneario Playa Azul.

## Población
Según el censo del año 2011 el balneario cuenta con una población permanente de 107 habitantes, número que se ve incrementado en los meses de verano debido al turismo.
| 51            | 46 | 76 | 53 | 110 | 107 |
| (Fuente: INE) |    |    |    |     |     |